# Moca (Porto Rico)
Pour les articles homonymes, voir Moca.
La municipalité de Moca, sur l'île de Porto Rico (Code International : PR.MC) couvre une superficie de 130 km² et regroupe 37 460 habitants en 2020.